# Мтисдзири (Ванский муниципалитет)
Мтисдзири (груз. მთისძირი) — село в Грузии, на территории Ванского муниципалитета края (мхаре) Имеретия.

## География
Село находится в западной части Грузии, к югу от реки Риони, на расстоянии приблизительно 6 километров (по прямой) к западо-северо-западу от города Вани, административного центра муниципалитета. Абсолютная высота — 25 метров над уровнем моря.

## Население
По результатам официальной переписи населения 2014 года, в Мтисдзири проживало 413 человек (200 мужчин и 213 женщин). В национальной структуре населения грузины составляли 100 %.
| Год  | Население, человек |
| ---- | ------------------ |
| 2002 | 569                |
| 2014 | ↘ 413              |